# Домброва-Гурнича
Домброва-Гурнича (пол. Dąbrowa Górnicza, нім. Dombrowa) — місто у південній Польщі, у Домбровському вугільному басейні.
Найбільше за площею місто у Сілезькому воєводстві (дев'яте у Польщі) та найбільший промисловий центр Заглемб'я Домбровського. Належить до Агломерації міст Верхньої Сілезії й знаходиться у Сілезько-Домбровській конурбації, що налічує близько 2,5 млн мешканців. Культурно й історично належить до Малопольщі. Мешканці розмовляють малопольським діалектом.

## Географія
Домброва-Гурнича розташована на Сілезько-Домбровській височині. Місто межує з Бендінським повітом (Бендін, ґміна Псари, ґміна Мєжентіце, Сєвєж, Славкув), Завєртянським повітом (ґміна Лази), Олькуським повітом у Малопольському воєводстві (ґміна Ключе, ґміна Болеслав) та Сосновцем.
У місті бере початок річка Погорія. У районі Стжемєшице Мале бере початок річка Раківка.

### Райони міста
(за абеткою)
- Антонюв (Antoniów)
- Блендув (Błędów)
- Буґай (Bugaj)
- Ґолонуґ (Gołonóg)
- Дев'ятий (Dziewiąty)
- Зомбковіце (Ząbkowice)
- Коженєць (Korzeniec)
- Кузьнічка Нова (Kuźniczka Nowa)
- Лази Блендовські (Łazy Błędowskie)
- Ленка (Łęka)
- Лосєнь (Łosień)
- Ленкнице (Łęknice)
- Мар'янки (Marianki)
- Мидліце (Mydlice)
- Окрадзьонув (Okradzionów)
- Пекло (Piekło)
- Ратаніце (Ratanice)
- Реден (Reden)
- Сікорка (Sikorka)
- Тридцятий (Trzydziesty)
- Тучнава (Tucznawa)
- Уєйсце (Ujejsce)
- Центр (Centrum)
- Тжебєславіце (Trzebiesławice)
- Стжемєшице Великі (Strzemieszyce Wielkie)
- Стжемєшице Малі (Strzemieszyce Małe)

## Історія
Перша згадка про саму Домброву з'явилася в 1726 році. Найстарші згадки про селища на території сьогоднішньої Домброви: XII сторіччя — Тжебєславіце, 1220 рік — Блендув у хроніках краківського єпископа Іва Одровужа, XIV сторіччя — Стжемєшице й Уєйсце (перша згадка в 1372), XV — Ґолонуґ, Зомбковіце в книгах Яна Длугоша, 1443 рік — Сікорку, в 1551 рік — Ленку. Ймовірно з X сторіччя існував Лосєнь, що був ранньосередньовічним центром виплавки металу.
Інтенсивний промисловий розвиток розпочався завдяки відкриттю великих покладів кам'яного вугілля, у другій половині XVIII ст.
Магдебурзьке право отримано 18 серпня 1916 від австрійської влади під назвою Домброва. У 1919 міська рада змінила назву на Домброва Гурнича. В роках 1972—1977 (у зв'язку з адміністративною реформою Польщі) до міста було приєднано села, а також інші міста, які стали його районами (короткий час районом Домброви був Славкув, сьогодні окреме місто).

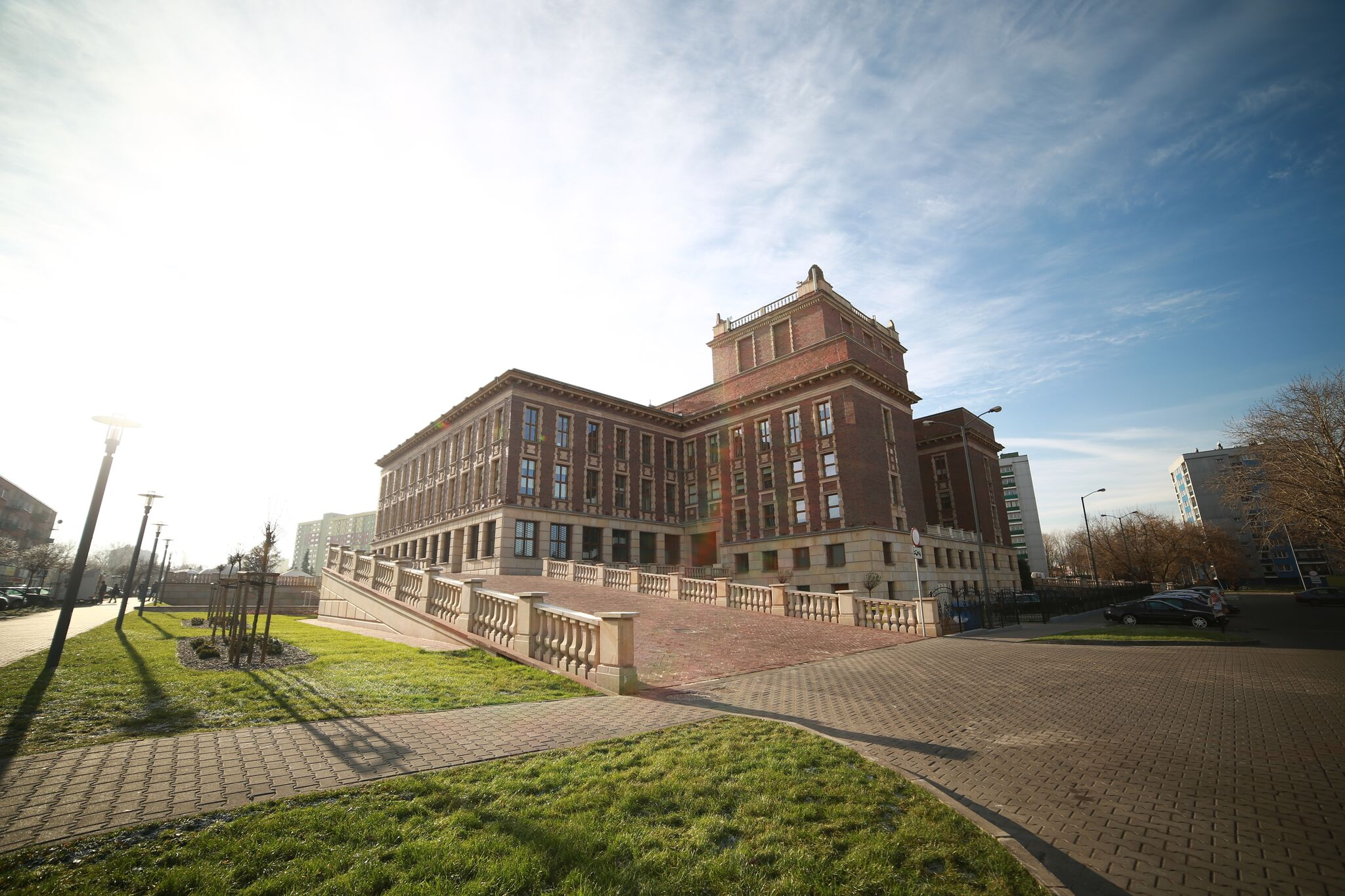
Домброва Гурнича, Палац Культури Заглемб'я

## Господарство
У Домброві знаходиться чимало фабрик та заводів. Одним із них є найбільший в Польщі металургійний завод ArcelorMittal Poland Dabrowa Gornicza (колишня Huta Katowice) і один із найбільших європейських коксових заводів: Koksownia Przyjaźń (Коксовий завод Дружба).
Крім того є 2 гути та кількадесят інших заводів.

### Торгівля
У місті працює 21 супермаркет, 1 гіпермаркет і декілька універмагів, будуються нові. Є також 2 великих і 3 менших базари.

## Демографія
Демографічна структура станом на 31 березня 2011 року:
|          | Загалом | Допрацездатний вік | Працездатний вік | Постпрацездатний вік |
| -------- | ------- | ------------------ | ---------------- | -------------------- |
| Чоловіки | 60668   | 9867               | 44398            | 6403                 |
| Жінки    | 65237   | 9328               | 40729            | 15180                |
| Разом    | 125905  | 19195              | 85127            | 21583                |

## Транспорт

### Дорожній транспорт
Через місто проходять:
- автомобільна дорога S1/E75
- національна автомобільна дорога державного значення 86
- національна автомобільна дорога державного значення 94
- автомобільна дорога регіонального значення 790
- автомобільна дорога регіонального значення 796
- автомобільна дорога регіонального значення 910

Проектується продовження до Домброви Гурничої Drogowej Trasy Średnicowej, що сполучить більшість міст Верхньосілезького промислового району. Має проходити: вул. Якуба Домбського, біля залізничного вокзалу, алеєю Заглемб'я Домбровського, вул. Майора Романа П'єцуха, алеєю Ю. Пілсудського до автомобільної дороги S1.

### Залізничний транспорт
У місті дуже розвинута залізнична мережа, що є найщільнішою в Польщі. Тут знаходиться 9 залізничних станцій (7 з них мають вокзали):
- Залізнична лінія №1: на напрямі Катовиці-Ченстохова-Варшава: Домброва Гурнича, Домброва Гурнича Ґолонуґ (раніше: Ґолонуґ), Домброва Гурнича Поґорія, Домброва Гурнича Зомбковиці (раніше Зомбковиці Бендінські; з'єднує цей напрям з напрямом Ченстохова- Краків), Домброва Гурнича Сікорка (раніше Сікорка)
- На напрямі Ченстохова-Краків: Домброва Гурнича Зомкавіце (раніше Зомбковіце Бендінські; з'єднує цей напрям з напрямом Катовіце-Ченстохова-Варшава), Домброва Гурнича Гута Катовиці (раніше Твожень; металургійний завод Катовиці), Домброва Гурнича Південна (раніше Стжемєшице Південні)
- На напрямі Катовиці-Кельці: Домброва Гурнича Стшемєшице (раніше Стшемєшиці Північні), Домброва Гурнича Східна (раніше Стшемєшиці Східні)

У минулому існувала ще одна залізниця Домброва Гурнича Зомбковиці-Пекарі Шльонські-Тарновські Ґури. На залізниці знаходилась станція Домброва Гурнича Пекло, але вона була закрита разом зі закриттям залізниці (1982).

### Польська ширококолійна металургійна залізниця
Поблизу металургійного заводу знаходиться товарна перевантажувальна станція польської ширококолійної металургійної залізниці, яку частіше називають «руською колією». Ширина колії така як в Україні — 1520 мм, коли в Польщі звичайною є 1435. З'єднує Польщу з Україною й Росією без необхідності перевантажування товарів на кордоні.
Крізь місто йде історична Варшавсько-Віденська залізниця, перша залізниця у Царстві Польському та Івангородсько-Домбровська залізниця.

### Міський транспорт
Домброва Гурнича належить до KZK GOP (Komunikacyjny Związek Komunalny Górnośląskiego Okręgu Przemysłowego), що організує трамвайно-автобусний рух у містах сілезько-домбровській конурбації. У місті є 39 автобусних і 5 трамвайних маршрутів, не рахуючи приватних.
Крім того, Домброва-Ґурнича бере участь у столичній системі прокату велосипедів Метровелосипед, оператором якої є компанія Nextbike. Система має численні станції по всій території Домброви-Ґурничої та навколишніх міст.

### Летовище
11 кілометрів від міста знаходиться летовище Пижовіце. Швидко дістатися нього можливо автомобільною дорогою S1.

## Відомі особистості
В поселенні народився:
- Кароль Адамецький (1866—1933) — польський економіст, інженер і дослідник.